# کمیسیون کشاورزی، آب و منابع طبیعی مجلس شورای اسلامی

کمیسیون کشاورزی، آب، منابع طبیعی و محیط زیست مجلس شورای اسلامی یکی از کمیسیون‌های تخصصی مجلس شورای اسلامی است. این کمیسیون بر اساس ماده ۵۸ آیین‌نامه داخلی مجلس شورای اسلامی به منظور انجام وظایف محوله در محدوده کشاورزی، منابع آب، دام و طیور، شیلات، محیط زیست و هواشناسی مطابق ضوابط این آیین‌نامه تشکیل می‌شود.
برخی از وظایف این کمیسیون عبارتند از:
- تأیید و موافقت با رای اعتماد مجلس به وزیر پیشنهادی برای تصدی وزارت جهاد کشاورزی[۴][۵]
- بررسی برنامه‌های وزرای مختلف در زمینه کشاورزی، آب و منابع طبیعی و محیط زیست[۶]
- ارائه آمار مربوط به شرایط اقلیمی و منابع طبیعی کشور[۷][۸][۹]
- بررسی و تصویب طرح‌ها و لوایح مربوط به امور کشاورزی و محصولات وابسته[۱۰][۱۱]
- انجام اقدامات اصلاحی برای توزیع مناسب میوه و سایر فرآورده‌های طبیعی در کشور[۱۲][۱۳]
- بررسی و تصویب طرح‌ها و لوایح مربوط به شرایط اقلیمی، محیط زیست و منابع طبیعی کشور[۱۴]
- بررسی و تصویب طرح‌ها و لوایح در راستای گسترش دانش کشاورزی در کشور[۱۵]
- بررسی و تصویب طرح‌ها و لوایح مربوط به توسعه شرکت‌های دانش‌بنیان در حوزه‌های کشاورزی، آب و منابع طبیعی و محیط زیست[۱۶]
- بازرسی و نظارت بر سازمان‌های دولتی روستایی و کشاورزی محور نظیر تعاونی‌ها[۱۷]
- بررسی و تصویب طرح‌ها و لوایح مربوط به صنایع غذایی کشور[۱۸][۱۹]
- بررسی و تصویب طرح‌ها و لوایح مربوط به سیستم توزیع مواد غذایی کشور[۲۰][۲۱]
- نظارت بر صندوق بیمه کشاورزی کشور[۲۲][۲۳][۲۴]
- بررسی و تصویب طرح‌ها و لوایح مربوط به منابع آبی کشور[۲۵][۲۶][۲۷]
- بررسی و تصویب طرح‌ها و لوایح مربوط به صادرات و واردات و مبادلات محصولات کشاورزی[۲۸]
- بررسی و تصویب طرح‌ها و لوایح مربوط به بودجه کشاورزی کشور[۲۹]
- بررسی عملکرد سازمان حفاظت محیط زیست[۳۰]
- نظارت بر قیمت گذاری محصولات غذایی در کشور[۳۱]
- بررسی عملکرد وزارت جهاد کشاورزی[۳۲]
- بررسی و تصویب طرح‌ها و لوایح در زمینه ترویج و آموزش کشاورزی مدرن[۳۳]
- بررسی و تصویب طرح‌ها و لوایح در حوزه شیلات و آبزی پروری[۳۴][۳۵]
- بررسی و تصویب طرح‌ها و لوایح در مورد صنعت دام و طیور کشور[۳۶][۳۷]

## اعضا
اعضای کمیسیون کشاورزی، آب و منابع طبیعی مجلس شورای اسلامی در سال اول از مجلس دوازدهم عبارتند از:
| ردیف | نام و نام خانوادگی      | سمت           |
| ۱    | محمدجواد عسکری          | رئیس          |
| ۲    | احد آزادی‌خواه           | نایب رئیس اول |
| ۳    | پیمان فلسفی             | نایب رئیس دوم |
| ۴    | سمیه رفیعی              | سخنگو         |
| ۵    | سید محمد سادات ابراهیمی | دبیر اول      |
| ۶    | حامد یزدیان             | دبیر دوم      |
| ۷    | -                       | عضو           |
| ۸    | نادرقلی ابراهیمی        | عضو           |
| ۹    | عبدالغفور امان زاده     | عضو           |
| ۱۰   | رحمدل بامری             | عضو           |
| ۱۱   | بهشید برخوردار          | عضو           |
| ۱۲   | محمد جلالی              | عضو           |
| ۱۳   | رضا حاجی‌پور             | عضو           |
| ۱۴   | کمال حسین پور           | عضو           |
| ۱۵   | علیرضا عباسی            | عضو           |
| ۱۶   | اسفندیار عبدالهی        | عضو           |
| ۱۷   | جمشید قائم مقام         | عضو           |
| ۱۸   | جهانبخش قلاوند          | عضو           |
| ۱۹   | محمد سبزی               | عضو           |
| ۲۰   | هوشنگ هادیان‌پور         | عضو           |
| ۲۱   | هادی هاشمی نیا          | عضو           |
| ۲۲   | رحیم کریمی              | عضو           |
| ۲۳   | غلامرضا میرزایی         | عضو           |